# Дрэгич, Александру
Александру Дрэгич (рум. Alexandru Drăghici, 26 сентября 1913 года, Тисэу, уезд Бузэу — 12 декабря 1993 года, Будапешт) — деятель Румынской коммунистической партии, министр внутренних дел, ответственный за массовые репрессии во время правления Георге Георгиу-Дежа. Был депутатом Великого национального собрания в 1946—1948 г., Председатель ВНС (28 декабря 1949 — 26 января 1950 года), заместитель премьер-министра (18 марта 1961 года — 27 июля 1965 года и 9 декабря 1967 года — 26 апреля 1968 года).

## Биография
Родился в деревне Тисэу в 1913 году. Работал на железной дороге. В 1930 году вступил в Румынскую коммунистическую партию. В 1931 участвовал в забастовке, будучи одним из руководителей коммунистической молодёжи. В 1935 году был арестован и приговорен к лишению свободы на том же процессе, на котором была осуждена Анна Паукер. Отбывал заключение в Жилаве, Дофтане, Карансебеше и в лагере в Тыргу-Жиу.

## Политическая карьера
После антигитлеровского переворота в Румынии 23 августа 1944 года стал ближайшим соратником Георге Георгиу-Дежа и занимал следующие должности:
- кандидат в члены ЦК РКП (кооптирован на национальной Конференции РКП в октябре 1945 года)
- член ЦК РКП (избирался на Съездах в 1948 и 1955 гг.)
- кандидатом в члены Политбюро ЦК РКП (апрель 1945)
- член Политбюро ЦК РКП (декабрь 1956)
- секретарь ЦК РКП (1965—1967)
- депутат от Хунедоары и Бакэу в Великом Национальном Собрании (1946—1968)

Был государственным обвинителем в Народном трибунале (27 апреля 1945), осудившем деятелей режима Антонеску, обвиняемых в военных преступлениях. Участвовал, вместе с Теохари Джорджеску и Иосифом Рангецом в следственной комиссии по делу Лукрециу Пэтрэшкану (арестован 28 апреля 1948) и составил обвинительное заключение, на основании которого тот был осуждён (6-13 апреля 1954 года).
Занимая должность министра государственной безопасности, Александр Дрэгич безуспешно пытался использовать учебные батальоны пограничников для борьбы с антикоммунистическим сопротивлением, чьи отряды скрывались в горах.
Согласно некоторым источникам, в 1956 году он выражал несогласие с экстрадицией Имре Надя, бывшего премьер-министра Венгрии, который после поражения антикоммунистического восстания пытался скрыться в Румынии.
Имел воинские звания: генерал-майор (30 декабря 1950), генерал-лейтенант (2 октября 1952), генерал-полковник (20 августа 1955 года).

## Опала
После избрания генеральным секретарем ЦК РКП Николае Чаушеску стал укреплять свою власть и вытеснять из власти прежние влиятельные фигуры. Пленум ЦК РКП, состоявшийся в апреле 1968 года, провёл анализ так называемых «ошибок, совершенных партией в прошлом», и принял решение о реабилитации бывших чиновников-коммунистов (в частности, группу, проходившую по делу Лукрециу Пэтрэшкану), которые пали жертвой чисток в середине 1950-х годов. Расследование по поручению Чаушеску вели функционеры ЦК  Василе Патилинец и Ион Стэнеску. 
Поскольку в 1950-х Дрэгич возглавлял органы госбезопасности, он нёс прямую ответственность за аресты и допросы коммунистов, обвиняемых в «измене». Именно его назвали главным виновником репрессий (поскольку бывший лидер компартии Георге Георгиу-Деж к тому времени уже умер). Дрэгич был отстранен от всех должностей в партии и государстве. Был лишён звания генерал-полковника и уволен в запас в звании рядового (14 ноября 1968 года).
Дальнейшие репрессивные меры против него не применялись. В 1969 году был назначен директором «IAS Буфтя», которую занимал до 1972 года, когда вышел на пенсию.
Новое руководство Румынии, пришедшее к власти после революции в декабре 1989 года, возобновило расследование преступлений, совершённых в прошлом, в том числе до прихода к власти Чаушеску. Чтобы избежать попадания под следствие, Дрэгич в 1991 году бежал вместе с женой, Мартой Чико,, в Венгрию, куда уже раньше переселилась с семьёй их дочь Александра. В следующем году румынское правительство сделало запрос об экстрадиции, однако власти Венгрии отказались его удовлетворить, поскольку преступления, вменяемые в вину Дрэгичу, не подлежали преследованию с точки зрения венгерского права. В 1993 году был осуждён заочно за другое преступление: приказ об убийстве Ибрагима Сефита, этнического турка, родившегося в Ада-Кале.
Умер 12 декабря 1993 года в Будапеште.
Портрет его, несмотря на судебный приговор, вывешен на стене почёта Палаты Депутатов, вместе с другими председателями Парламентов Румынии за последние полтора столетия, как знак преемственности.